# Docka
För andra betydelser, se Docka (olika betydelser).

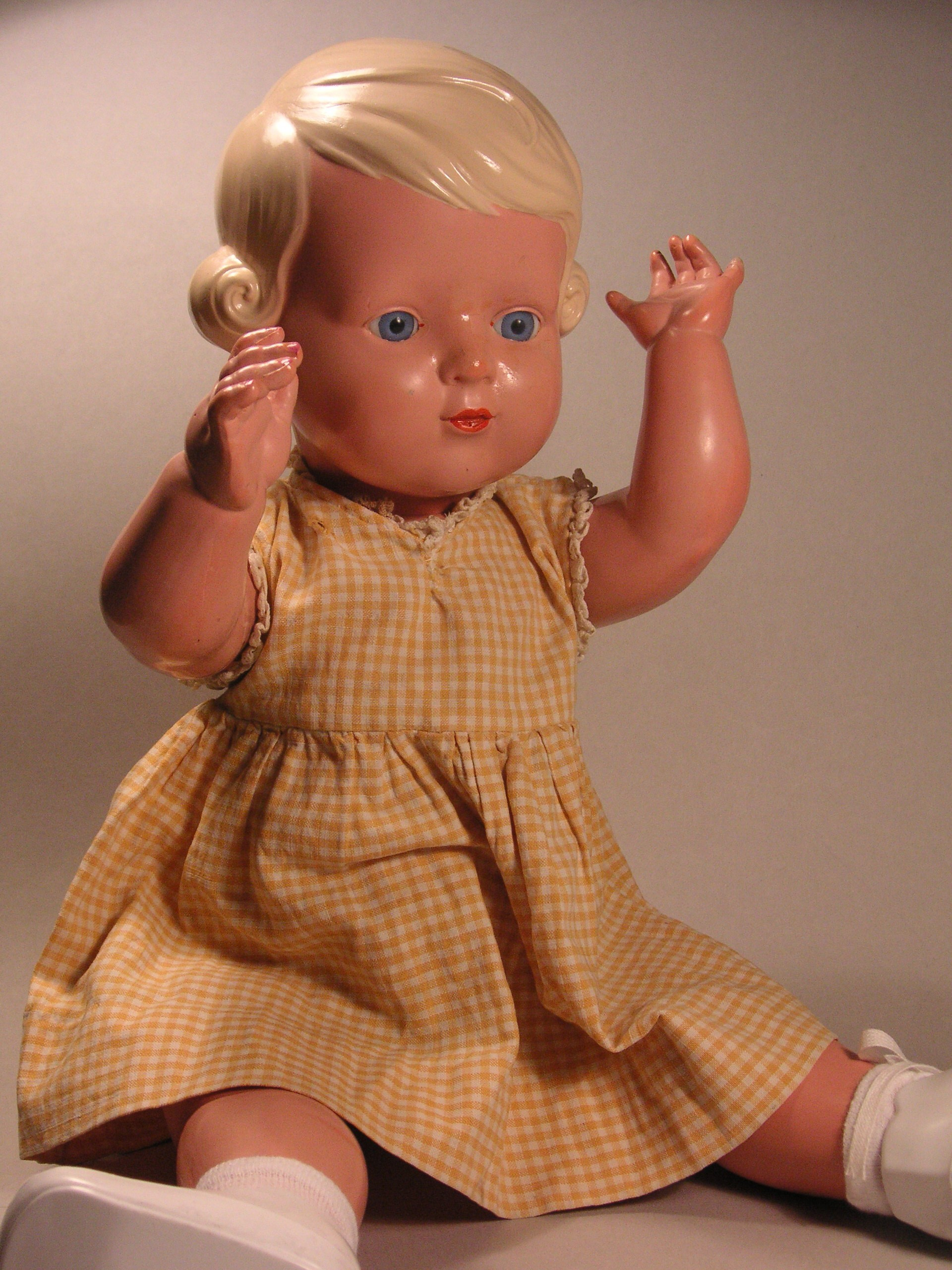
Schildkröt-docka "Inge", ca 1950.

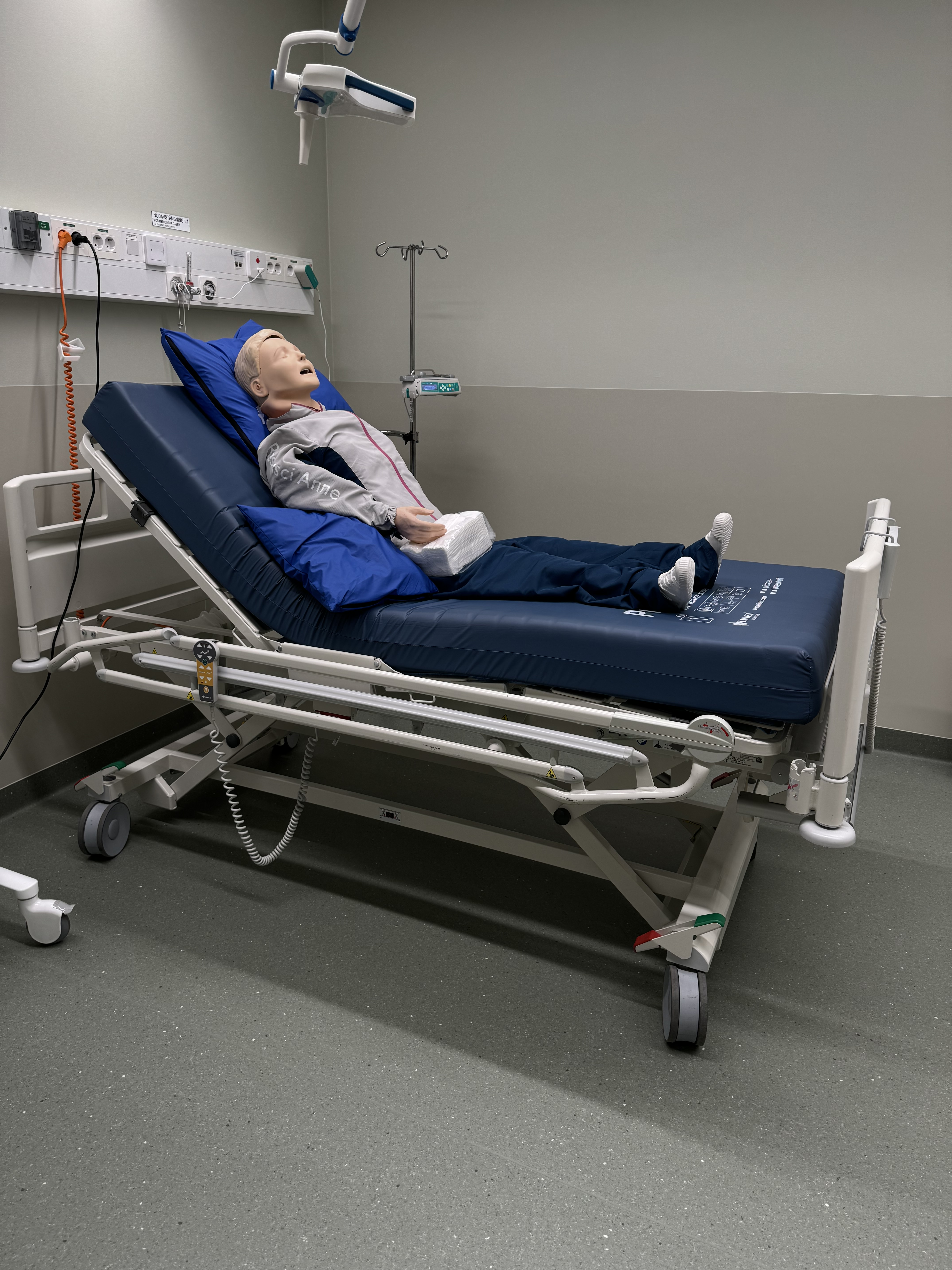
En övningsdocka i en sjukhussäng på ett sjukhus i Stockholm.

En docka är en leksak som efterliknar en människa. De är i regel tillverkade av tyg eller plast, men även trä-, porslins-, celluloid- och vaxdockor förekommer. Vanligen är dockorna tillverkade som leksaker för barn, traditionellt sett främst flickor, men det finns även dockor vars funktion är rent dekorativ. Till denna sort kan dräktdockorna räknas, vars huvudsakliga funktion är att bära olika länders eller regioner speciella klädedräkt. De kan utgöra populära samlarobjekt. Actiondockor är avsedda att användas för action- och äventyrsbetonade lekar och krigslekar.
Leksaksdockor efterliknar människor i olika åldrar. Babydockor kan ha naturlig storlek medan övriga dockor är miniatyrer. 
För de minsta barnen är tygdockor, även kallad trasdockor, mest lämpliga eftersom barnet inte kan skadas av det mjuka materialet som dessutom ofta är tvättbart.
Något större barn kan tycka att det är roligt att sy kläder till sina dockor. Till dockorna kan man skaffa olika sorters tillbehör som dockvagnar, docksängar och annat i miniatyr som ingår i ett riktigt barns utrustning.
Det finns bland annat dockskåpsdockor, babydockor, barbiedockor, ryska dockor, klippdockor, kramdjur, actiondockor och reborn dockor.